# Callejón del Arco (Puerto Real)
El Callejón del Arco es una pintoresca calle del municipio de Puerto Real (Cádiz) en Andalucía.
Está situado en la calle Amargura por donde tiene su acceso y a unos doscientos metros de la emblemática plaza de Jesús donde tiene su sede el Ayuntamiento de Puerto Real.

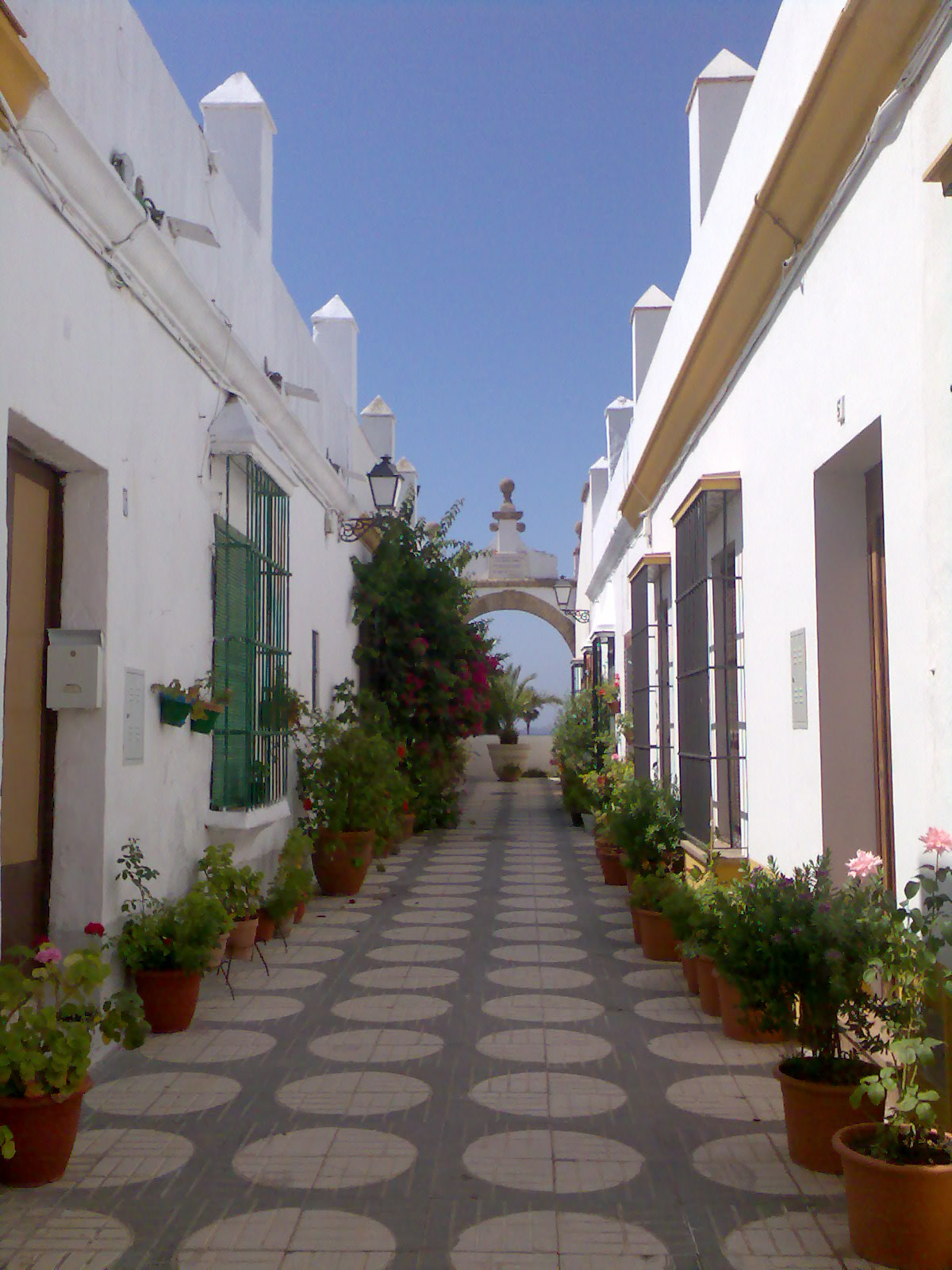
Vista del Callejón del Arco.

## Estructura
Se trata de un callejón peatonal de unos cien metros de largo y cinco de ancho, enmarcado por dos arcos de medio punto que datan del siglo XVIII, y realizados en piedra ostionera de la propia Bahía de Cádiz, constituyendo un espacio que se conserva muy próximo a la que debió ser su configuración original.
Su cota es superior al nivel del mar haciendo que el arco que se asoma al océano se constituya como un balcón hacia la bahía de Cádiz, hoy día mermada por la construcción del paseo marítimo con edificios aledaños.
Es de destacar que los vecinos mantienen engalanado el callejón con macetas coloridas plantadas de geranios y rosales; además de conservar sus paredes con la cal blanca típica de las casas andaluzas.

## Turismo
Es un lugar pintoresco tanto por la arquitectura descrita como por el cuidado de sus vecinos.
Sus imágenes más difundidas son las propias tomadas desde los arcos que lo enmarcan bien desde la calle Amargura bien desde paseo marítimo de Puerto Real.
36°31′38″N 6°11′38″O / 36.52722, -6.19389